# Johann Jakob Romang
Johann Jakob Romang (* 28. September 1831 in Gsteig; † 2. Mai 1884 in Genf) war ein Schweizer Schriftsteller.

## Leben
Romang stammte aus einem bis 1312 in Gsteig zurückverfolgbaren Geschlecht. Er besuchte die Primarschule in Gsteig und erhielt zudem durch den Ortsgeistlichen eine Vorbereitung auf die höhere Schulbildung. Im Spätherbst 1844 kam er auf das Progymnasium in Thun, 1846 auf das in Bern. Dort absolvierte er am Berner Gymnasium die höheren Studien, bevor er 1850 die Universität Bern bezog, um nach dem Wunsch der Familie Theologie zu studieren. Er vertauschte jedoch rasch das Studium der Theologie mit dem Studium der Rechtswissenschaft. Da sein Vater 1850 seine Stellung als Oberrichter in Bern verlor, musste Romang zunächst als Hauslehrer in einer Berner Familie, dann als Konzipient in der Obergerichtskanzlei sein Studium selbst finanzieren. Nachdem er im März 1854 vom Bundesrat die Stelle des zweiten Sekretärs des Eidgenössischen Militärdepartements erhalten hatte, führte er sein Studium nicht mehr weiter.
Romang sah sich immer noch begrenzten finanziellen Möglichkeiten ausgesetzt. Deshalb entschied er sich 1855, in der Englischen Schweizerlegion am Krimkrieg teilzunehmen. Er trat als Unterleutnant in das erste Regiment der Schweizerlegion ein und wurde in Dover und Hythe ausgebildet und im September 1855 zum Oberleutnant befördert. Unter Adrian von Arx diente er in der Jägerkompanie des zweiten Bataillons, das im November 1855 am Kriegsschauplatz eintraf. Er kehrte von dort im Spätsommer 1856 zurück.
Romang kam nach Bern zurück, wo er das wenig geliebte Studium der Rechte wieder aufnahm. 1858 bestand er das Fürsprechexamen. Von 1859 bis 1864 diente er als Obergerichtsschreiber in Bern. Er überwarf sich mehrmals mit Jakob Stämpfli und musste zunächst Bern und später auch Biel und Thun verlassen, bevor er sich schliesslich in Genf als Schriftsteller niederliess. Sowohl in Thun als auch in Biel gründete er Zeitschriften, die jeweils in Konkurs gingen.
Er pflegte eine Freundschaft mit dem Arzt und Schriftsteller Jakob Hofstätter, dem er einen Nachruf in der Tageszeitung Der Bund widmete.
Romang war mit Anna Marie Renfert verheiratet. Die Ehe blieb kinderlos.

## Werke (Auswahl)
- Gedichte. 1851.
- Die Englische Schweizerlegion und ihr Aufenthalt im Orient. Wyss, Langnau 1857.
- Oeffnet die Augen im Bernerland! Ein Beitrag zur Zeitgeschichte des Kantons Bern. Bern 1865.
- Aus freiwilligem Exil: Betrachtungen über Berner-Zustände. Bern 1868.
- Aus Ost und West. Novellen, Erzählungen und Gedichte. 2 Bände, Bern 1873.
- Novellen. 3 Jahrgänge, 1875–1877.
- Herbstblumen. 1882.